# شارون (جورجيا)
شارون (بالإنجليزية: Sharon, Georgia)‏ هي مدينة تقع في مقاطعة تاليافيرو، جورجيا بولاية جورجيا في الولايات المتحدة. تبلغ مساحة هذه المدينة 2 (كم²)، وترتفع عن سطح البحر 183 م، بلغ عدد سكانها 105 نسمة في عام 2010 حسب إحصاء مكتب تعداد الولايات المتحدة.

## أعلام
- لويد د. براون

## وصلات خارجية
- Cities & Counties - Georgia.gov